# Когевинас, Ликургос
Ликургос Когевинас (греч. Λυκούργος Ν. Κογεβίνας; июнь 1887, Керкира — сентябрь 1940, Афины) — греческий художник и гравёр первой половины 20-го века. Один из пионеров греческого офорта.

## Биография
Когевинас родился на острове Керкира в 1887 году в семье поэта и переводчика Николаоса Когевинаса (1856—1897), известного в художественных кругах под псевдонимом Главкос Понтиос (греч. Γλαύκος Πόντιος). Первые уроки живописи получил у Георгия Самардзиса и был дружен со своими соотечественниками художниками Викентием Бокацямбисом и Ангелосом Яллинасом.
В 1903 году Когевинас отправился в Рим для ознакомления с классическими памятниками итальянской столицы.
Осенью следующего года (1904) он обосновался в Париже, вместе со своим старшим братом, для учёбы в академиях французской столицы (Академия Жюлиана и Национальная высшая школа изящных искусств (Париж)). Его интересы первоначально были направлены в основном к классической живописи и он писал копии великих художников выставленных в Лувре.
В 1908 году он прервал свою учёбу, чтобы пройти службу в греческой армии. Но Когевинас воспользовался своим возвращением в Грецию, чтобы принять участие в групповой выставке новых художников в 1909 году. В тот же период он опубликовал свои рисунки Побережье Локриды (греч. Παραλία Λοκρίδος) и Потамос Керкиры (греч. Ποταμός Κέρκυρας) в журнале Панатинея.
С завершением своей воинской службы Когевинас отправился в Мюнхен. Там он познакомился с гравюрами Дюрера и был настолько впечатлён ими, что решил посвятить себя гравюре. Когевинас, как младший лейтенант запаса, принял участие Балканских войнах. В 1913 году он вновь обосновался на год в Париже. Перед своим возвращением в Париж он принял участие в выставке Союза греческих художников.
В 1914 году Когевинас стал членом «Товарищества девяти», группы художников и писателей Керкиры с новаторскими тенденциями, которая издавала журнал Антология Керкиры. Первая его личная выставка состоялась в 1915 году, в зале филологического общества «Парнассос», где он представил свои военные гравюры. В 1916 году он выставил свои работы в афинском Заппион, вместе с Византиосом, Литрасом, Партенисом, Малеасом и др.
В 1918 году Когевинас отправился добровольцем в Северный Эпир в качестве адъютанта Александра Папанастасиу. Одновременно правительство Венизелоса назначило его художником греческой армии, в результате чего Когевинас выполнил множество работ с военной тематикой.
В декабре 1918 года Когевинас организовал большую личную выставку с 100 работ живописи и гравюры. Оценки публики и критики Афин были отличными. Но были и негативные оценки консервативных критиков которые именовали его, вместе с Константином Партенисом, «мятежниками искусства».
В 1919 году Когевинас женился на Микетте Аверофф (1899—1975), дочери национального мецената Георгия Авероффа. Годы совместной жизни с Микеттой, до 1933 года, Когевинас провёл в Париже. Во французской столице Когевинас, который хорошо изучил типографию, открыл своё издательство, чтобы печатать художественные издания и открытки с греческой тематикой.
В 1922 году он издал свой первый альбом с 12 гравюрами, посвящённый Святой Горе Афон (Le Mont Athos, греческое наименование: Μοναστήρια του Αγίου Όρους, Paris: La Belle Edition). Последовали 3 других его альбома: Grèce paysages antiques (греч.: Τοπία της Αρχαίας Ελλάδας -Пейзажи Древней Греции, Paris: La Belle Edition, 1924), La Grèce byzantine et franque (греч.: Βυζαντινή και Φράγκικη Ελλάδα- Византийская и Франкская Греция, Paris: L’Art Grec, 1927), и Corfou (греч.: Κέρκυρα — Керкира, Paris: L’Art Grec, 1930). Одновременно он начал заниматься иллюстрированием книг и продолжал принимать участие в выставках
В марте 1931 года он был кандидатом на замещение кафедры в Афинской школе изящных искусств, вместе с Теодоропулосом и Кефаллиносом, но кафедру получил Кефаллинос. В 1933 году Когевинас обосновался в Афинах и вновь женился на 30-летней Александре Георганта. Его дом по улице Динократус, построенный по проекту архитектора Костаса Китсикиса, сохраняется по сегодняшний день.
В 30-е годы Когевинас заболел туберкулёзом. Однако это не остановило его работу. В 1933 году, по возвращении в Грецию, он принял участие в большой групповой выставке в выставочном зале «Студио» Афин. В том же году он иллюстрировал книгу Камбуроглу Афины, которые уходят (греч. Αἱ Ἀθῆναι ποὺ φεύγουν). До 1939 года он издал ещё несколько гравюр в журнале Новый Очаг (греч.Νέα Εστία) и иллюстрировал ещё 2 книги: Семья Мармораса Спиридона Теотокиса (1937) и Корабли Греческой революции (1938). За иллюстрации к книге Семья Мармораса он получил приз Министерства культуры (1938).
Летом 1939 года состояние его здоровья резко ухудшилось. Годом позже Ликургос Когевинас умер. Его коллега Византиос, Периклис в речи, произнесённой на похоронах, охарактеризовал Когевинаса как художника и гравера, который «первым указал художникам дорогу к островам с белыми домиками, Санторин с красными скалами, монастыри с высокими кипарисами по вершинам гор, весь материал греческого пейзажа».
Ликургос Когевинас считается гравером, который принёс в Грецию технику офорта.
Вместе со своими земляками Завицианосом и Вентурасом включается в число крупнейших греческих граверов. Его искусство, в особенности в наиболее продуктивный период 1908—1925, содействовало в значительной степени утверждению «эллинизма» (здесь имеет значение греческого характера, духа, традиции) в новейшей художественной жизни. Он отобразил греческий пейзаж, используя западно-европейскую технику, но с уникальным греческим оттенком.